# 圣萨图尔尼诺
圣萨图尔尼诺，是西班牙加利西亚自治区拉科鲁尼亚省的一个市镇。总面积99km², 总人口2,877人（2017年），人口密度29人/km²。

## 图集

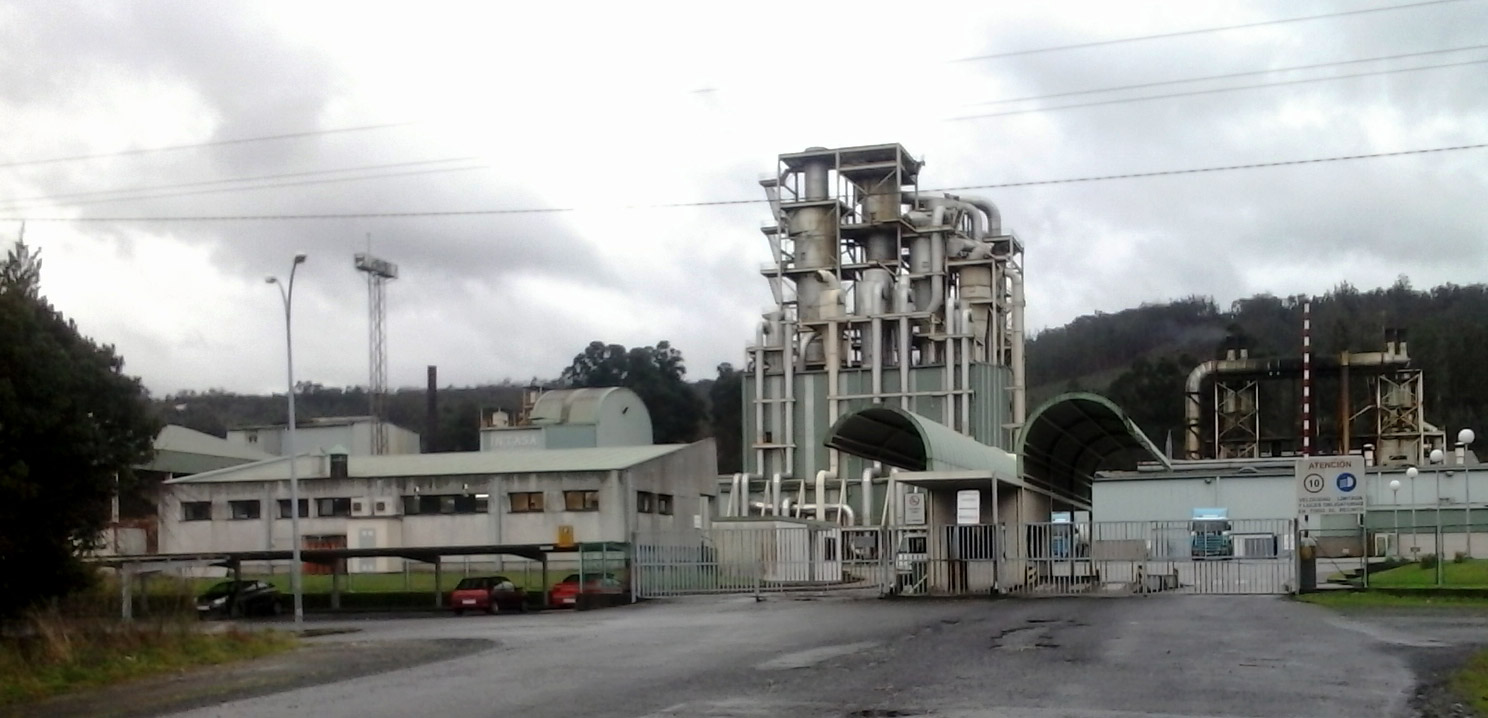
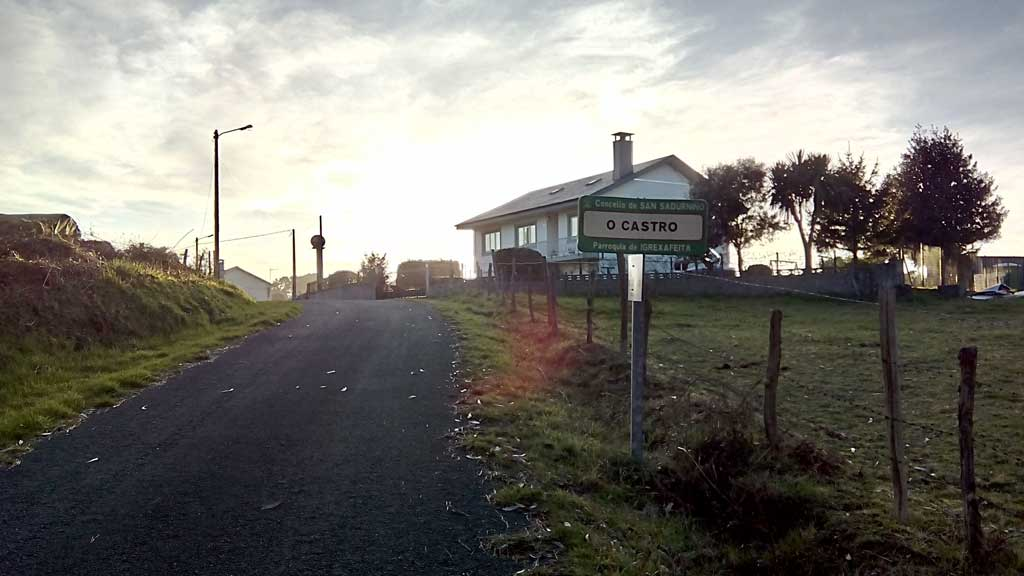
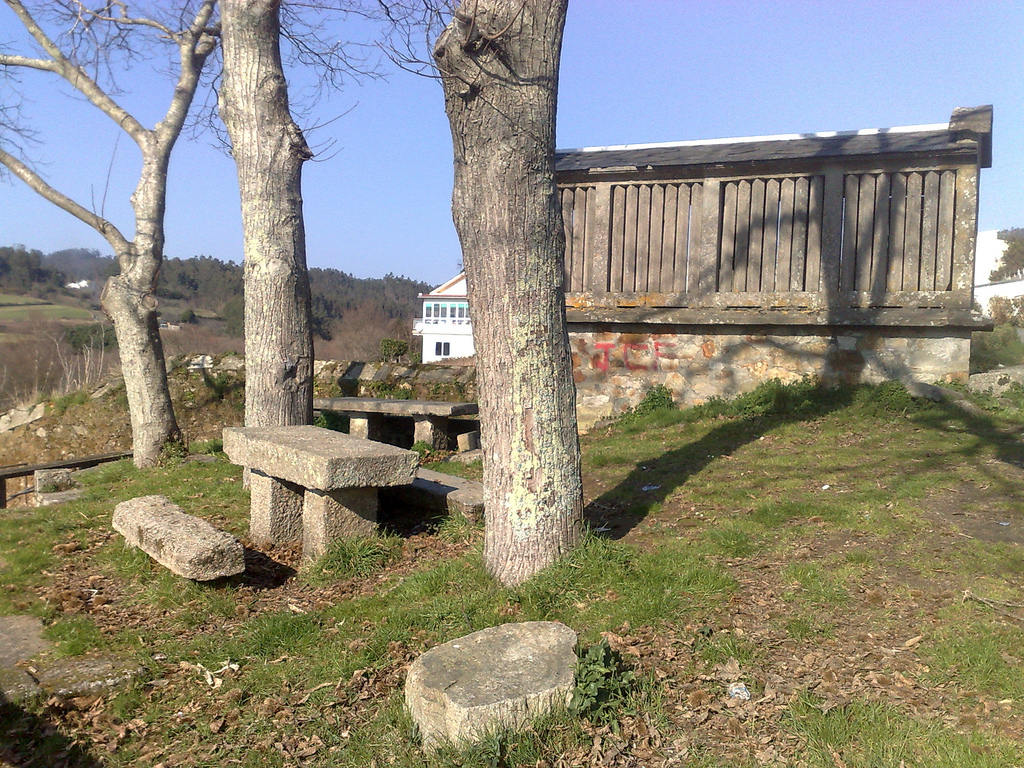

## 人口
| 圣萨图尔尼诺历史人口变化图                                 |
|                                                            |
| 来源：西班牙国家统计局（1900-1991年，实际人口）（2000年-） |